# James Fenimore Cooper
James Fenimore Cooper (n. 15 septembrie 1789, Burlington⁠(d), New Jersey, SUA – d. 14 septembrie 1851, Cooperstown⁠(d), New York, SUA) a fost un scriitor american prolific de la începutul secolului al XIX-lea.  Poveștile sale istorice de dragoste despre viața indienilor au creat o formă unică a literaturii americane. Scriitorul și-a trăit o mare parte din viață în Cooperstown, New York, stabilit de tatăl său William. Cooper a fost întreaga sa viață membru al Bisericii Episcopale iar spre sfârșitul vieții a ajutat-o cu generozitate. El a scris seria de romane Leatherstocking Tales, unde protagonist este Natty Bumppo, iar romanele sunt The Pioneers (1823), The Last of the Mohicans (1826), The Prairie (1827), The Pathfinder (1840) și The Deerslayer (1841). 
Deși celebru pe plan internațional, în ultimii săi ani a fost implicat în procese și conflicte, pierzând astfel din popularitate și din avere.

## Opera literară (selecție)
- 1820 - Prevederea (Precaution)
- 1821 - Spionul: O poveste a teritoriului neutru (The Spy: A Tale of the Neutral Ground)
- 1823 - Pionierii (The Pioneers)
- 1826 - Ultimul mohican (The Last of the Mohicans)
- 1827 - Preria (The Prairie)
- 1840 - Cǎlǎuza (The Pathfinder)
- 1841 - Vânǎtorul de cerbi (The Deerslayer)
- 1851 - New York: sau orașele din Manhattan (New York: or The Towns of Manhattan) - neterminată

## Bibliografie

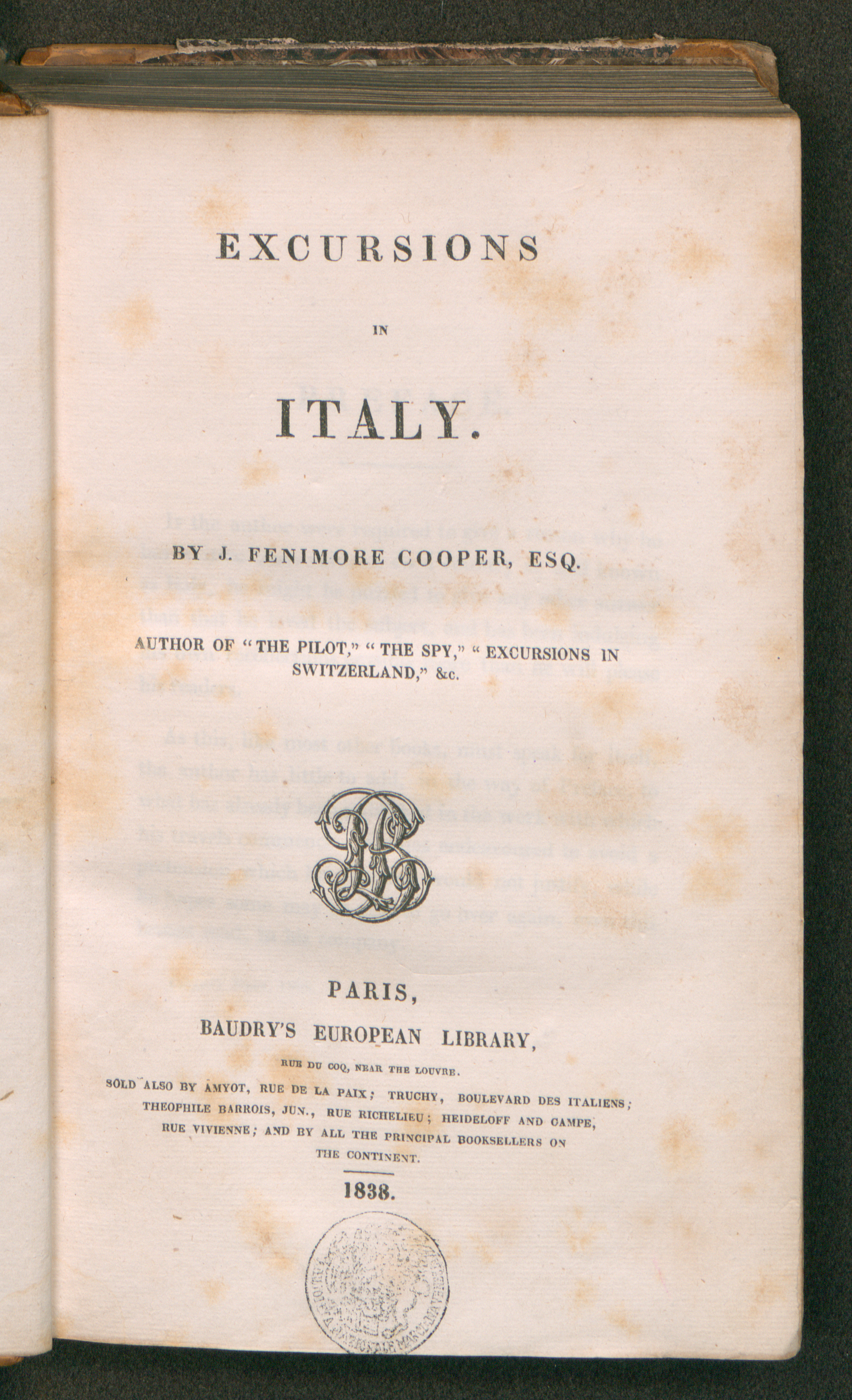
Excursion in Italy, 1838